# 37-ма гвардійська ракетна дивізія (СРСР)
37-ма гвардійська ракетна Севастопольська орденів Леніна і Кутузова дивізія (37 гв. РД, в/ч 43195) — військове з'єднання в складі 43-ї ракетної армії РВСП  Збройних сил СРСР.

## Історія
Сформована у вересні 1959 року в с. Мишанка, Гомельської області (БРСР) як 22-га гвардійська бригада інженерів РВГК, раніше 43-тя гвардійська важка мінометна бригада. У листопаді 1959 р. переведена в м. Луцьк Волинської області. 1 липня 1960 року перейменована на 37-му гвардійську ракетну дивізію, прикріплену до 43-ї ракетної армії.
У 1981 році в 37-й ракетній дивізії сформована 308-ма окрема вертолітна ескадрилья (ОВЕ) в місті Луцьк.
У 1982—1984 роках замість МБР Р-12 на озброєння полків (по 9 комплексів в кожному) почав надходити мобільний наземний ракетний комплекс РСД-10 «Піонер-УТТХ».
Передана до складу ЗС України. Розформована 30 грудня 1992 року згідно з директивою Генерального штабу ЗС України № 115/1/025 від 1 серпня 1992 р.

## Склад

### 1961
- 103-й ракетний полк (Червоноград, Львівська область);
- 351-й ракетний полк (Броди, Львівська область);
- 576-й ракетний полк (Луцьк, Волинська область);
- 577-й ракетний полк (Луцьк, Волинська область);
- 615-й гвардійський ракетний полк (Славута, Хмельницька область).

### 1985
- 103-й ракетний полк, в/ч 32155 (Червоноград, Львівська область);
- 351-й ракетний полк, в/ч 42683 (Броди, Львівська область);
- 576-й ракетний полк, в/ч 43180 (Луцьк, Волинська область);
- 577-й ракетний полк, в/ч 32187 (Луцьк, Волинська область);
- 615-й гвардійський ракетний полк, в/ч 43178 (Славута, Хмельницька область).

## Озброєння
- Р-12 (8К63)
- РСД-10 «Піонер-УТТХ» (15П653) (15Ж53)

## Командири дивізії
- генерал-майор Фадєєв Валентин Іларіонович (30 грудня 1959—1965)
- генерал-майор Воробйов Костянтин Михайлович (1965—1970)
- генерал-майор Дегтеренко Павло Григорович (1970—1973)
- генерал-майор Герасимов Володимир Іванович (серпень 1973 — лютий 1976)
- генерал-майор Баранов Володимир Лукич (лютий 1976 — серпень 1981)
- генерал-майор Похмурий Павло Іванович (серпень 1981 — 15 грудня 1986)
- генерал-майор Юдін Микола Володимирович (15 грудня 1986—1992)